# Kira Weidle
Kira Marie Weidle (ur. 24 lutego 1996 w Stuttgarcie) – niemiecka narciarka alpejska, wicemistrzyni świata i brązowa medalistka mistrzostw świata juniorów.

## Kariera
Po raz pierwszy na arenie międzynarodowej pojawiła się 24 listopada 2011 roku podczas młodzieżowych zawodów w austriackim Kaunertal. Nie ukończyła wtedy pierwszego przejazdu w slalomie. W 2015 roku wystartowała na mistrzostwach świata juniorów w Hafjell, gdzie była między innymi piętnasta w biegu zjazdowym. Najlepszy wynik w zawodach tego cyklu osiągnęła podczas mistrzostw świata juniorów w Åre w 2017 roku zdobyła brązowy medal w zjeździe.
Debiut w Pucharze Świata zanotowała 9 stycznia 2016 roku, kiedy to w austriackim Altenmarkcie nie przebrnęła kwalifikacji w zjeździe, zaś pierwsze punkty zdobyła 3 grudnia tego samego roku w Lake Louise plasując się na 27. miejscu w tej samej konkurencji. Pierwsze podium w zawodach tego cyklu wywalczyła 30 listopada 2018 roku w Lake Louise, kończąc zjazd na trzeciej pozycji. Wyprzedziły ją tam tylko Austriaczka Nicole Schmidhofer i Michelle Gisin ze Szwajcarii.
Startowała na Zimowych Igrzyskach Olimpijskich 2018 w Pjongczangu, gdzie nie ukończyła supergiganta, a w zjeździe zajęła 11. miejsce. Podczas rozgrywanych cztery lata później igrzysk olimpijskich w Pekinie była czwarta w zjeździe, przegrywając walkę o podium z Włoszką Nadią Delago o 0,14 sekundy. Na mistrzostwach świata w Courchevel/Méribel w 2023 roku zajęła 8. miejsce w zjeździe i 23. w supergigancie.

## Osiągnięcia

### Igrzyska olimpijskie
| Miejsce | Dzień     | Rok  | Miejscowość | Konkurencja | Czas biegu | Strata | Zwyciężczyni     |
| ------- | --------- | ---- | ----------- | ----------- | ---------- | ------ | ---------------- |
| DNF     | 17 lutego | 2018 | Pjongczang  | Supergigant | 1:21,1     | –      | Ester Ledecká    |
| 11.     | 21 lutego | 2018 | Pjongczang  | Zjazd       | 1:39,22    | +1,79  | Sofia Goggia     |
| 15.     | 11 lutego | 2022 | Pekin       | Supergigant | 1:13,51    | +1,15  | Lara Gut-Behrami |
| 4.      | 15 lutego | 2022 | Pekin       | Zjazd       | 1:31,87    | +0,71  | Corinne Suter    |

### Mistrzostwa świata
| Miejsce | Dzień     | Rok  | Miejscowość        | Konkurencja     | Czas biegu | Strata | Zwyciężczyni       |
| ------- | --------- | ---- | ------------------ | --------------- | ---------- | ------ | ------------------ |
| 31.     | 7 lutego  | 2017 | Sankt Moritz       | Supergigant     | 1:21,34    | +3,37  | Nicole Schmidhofer |
| DSQ2    | 10 lutego | 2017 | Sankt Moritz       | Superkombinacja | 1:58,88    | –      | Wendy Holdener     |
| 29.     | 12 lutego | 2017 | Sankt Moritz       | Zjazd           | 1:32,85    | +2,87  | Ilka Štuhec        |
| 18.     | 5 lutego  | 2019 | Åre                | Supergigant     | 1:04,89    | +1,71  | Mikaela Shiffrin   |
| 13.     | 10 lutego | 2019 | Åre                | Zjazd           | 1:01,74    | +0,94  | Ilka Štuhec        |
| 19.     | 11 lutego | 2021 | Cortina d’Ampezzo  | Supergigant     | 1:25,51    | +1,93  | Lara Gut-Behrami   |
| 2.      | 13 lutego | 2021 | Cortina d’Ampezzo  | Zjazd           | 1:34,27    | +0,20  | Corinne Suter      |
| 23.     | 8 lutego  | 2023 | Courchevel/Méribel | Supergigant     | 1:28,06    | +1,81  | Marta Bassino      |
| 8.      | 11 lutego | 2023 | Courchevel/Méribel | Zjazd           | 1:28,03    | +0,61  | Jasmine Flury      |
| DNF1    | 17 lutego | 2023 | Courchevel/Méribel | Gigant          | 2:07,13    | -      | Mikaela Shiffrin   |

### Mistrzostwa świata juniorów
| Miejsce | Dzień     | Rok  | Miejscowość | Konkurencja     | Czas biegu | Strata | Zwyciężczyni        |
| ------- | --------- | ---- | ----------- | --------------- | ---------- | ------ | ------------------- |
| DNF2    | 7 marca   | 2015 | Hafjell     | Gigant          | 2:25,14    | –      | Nina Ortlieb        |
| DNS2    | 10 marca  | 2015 | Hafjell     | Superkombinacja | 2:08,54    | –      | Rahel Kopp          |
| 22.     | 10 marca  | 2015 | Hafjell     | Supergigant     | 1:23,81    | +1,81  | Federica Sosio      |
| 15.     | 13 marca  | 2015 | Hafjell     | Zjazd           | 1:32,58    | +1,75  | Mina Fürst Holtmann |
| 9.      | 27 lutego | 2016 | Soczi       | Zjazd           | 1:13,95    | +0,91  | Valérie Grenier     |
| DNF1    | 29 lutego | 2016 | Soczi       | Supergigant     | 1:10,48    | –      | Nina Ortlieb        |
| 5.      | 1 marca   | 2016 | Soczi       | Superkombinacja | 1:59,32    | +2,14  | Aline Danioth       |
| DNF1    | 2 marca   | 2016 | Soczi       | Gigant          | 2:12,39    | –      | Jasmina Suter       |
| 3.      | 8 marca   | 2017 | Åre         | Zjazd           | 1:25,27    | +0,43  | Alice Merryweather  |
| 19.     | 9 marca   | 2017 | Åre         | Supergigant     | 1:15,10    | +3,50  | Nadine Fest         |
| DNF2    | 10 marca  | 2017 | Åre         | Superkombinacja | 2:09,05    | –      | Nadine Fest         |

### Puchar Świata

#### Miejsca w klasyfikacji generalnej
- sezon 2016/2017: 105.
- sezon 2017/2018: 62.
- sezon 2018/2019: 25.
- sezon 2019/2020: 30.
- sezon 2020/2021: 20.
- sezon 2021/2022: 27.
- sezon 2022/2023: 22.

#### Miejsca na podium
1. Lake Louise – 30 listopada 2018 (zjazd) – 3. miejsce
2. Garmisch-Partenkirchen – 27 stycznia 2019 (zjazd) – 3. miejsce
3. Val di Fassa – 27 lutego 2021 (zjazd) – 3. miejsce
4. Zauchensee – 15 stycznia 2022 (zjazd) – 2. miejsce
5. Sankt Moritz – 17 grudnia 2022 (zjazd) – 3. miejsce
6. Cortina d’Ampezzo – 20 stycznia 2023 (zjazd) – 3. miejsce